# 亚谢涅沃区
亚谢涅沃区（俄語：район Ясенево）是莫斯科西南行政区的一区，面积25.37平方公里，人口175,505人。暖营站、亚谢涅沃站、新亚谢涅沃站和比察公园站在该区内。